# Johngarthia malpilensis
Johngarthia malpilensis is een krabbensoort uit de familie van de Gecarcinidae. De wetenschappelijke naam van de soort is voor het eerst geldig gepubliceerd in 1893 door Faxon.

## Voorkomen
De soort komt alleen voor op en rond het eilandje Malpelo in de Grote Oceaan, 500 kilometer ten westen van Colombia. De soort is naar het eiland genoemd.